# Маяк (Армавир)
Маяк — посёлок в муниципальном образовании «город Армавир» Краснодарского края России. Входит в состав Приреченского сельского округа.

## География
Посёлок расположен в юго-восточной части края.

## История
Согласно Закону Краснодарского края от 1 апреля 2004 года № 684-КЗ посёлок Маяк вошёл в состав образованного муниципального образования город Армавир.

## Население
| 2002 | 2010 | 2012 |
| ---- | ---- | ---- |
| 205  | ↗206 | ↗220 |

## Инфраструктура
МБУК ГДК филиал № 2 поселок Маяк.

## Транспорт
Дорога регионального значения Армавир — Курганинск. Остановка общественного транспорта.